# 连接组学

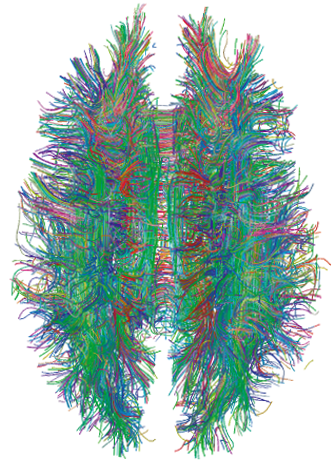
磁共振成像下人类大脑白质的神经纤维束。

连接组学（Connectomics）绘制与研究神经连接组（connectome）：这是一种刻画有机体神经系统（尤其是脑和眼）的连接方式的完整线路图。由于这些结构极其复杂，高效筛选的神经成像和组织学方法被用于提高绘制神经连接线路图的速度、效率和精度。尽管连接组学的主要研究对象是大脑，但其他任何神经连接也可由连接组学的方法测绘，例如神经肌肉接点（neuromuscular junctions）。

## 工具
在宏观层面上用于连通组学研究的主要工具之一是扩散MRI。 微观级别的连通组学研究的主要工具是化学脑保存，然后是3D电子显微镜，用于神经回路重建。 将荧光与3D电子显微镜相结合的相关显微镜可以产生更多可解释的数据，因为它能够自动检测特定的神经元类型，并可以使用荧光标记对它们进行整体追踪。
要查看全分辨率的第一个微连接组之一，请访问"开放连接组项目（Open Connectome Project）"，该项目托管多个连接组数据集，包括Bock等人的12TB数据集（2011年）。

## 模式系统
除了人脑，用于连通组学研究的一些模式系统是小鼠，果蝇(Drosophila)，秀麗隱桿線蟲，和仓鸮。

## 应用
通过比较患病的连接组和健康的连接组，我们应该深入了解某些精神病理学，例如神經性疼痛，以及它们的潜在疗法。 通常，神经科学领域将受益于标准化和原始数据。 例如，连接组图可用于通知全脑动力学的计算模型。 当前的神经网络主要依赖于连通模式的概率表示。 连接图（连通组学的圆形图）已用于外伤性脑损伤病例，以记录神经网络损伤的程度。

## 与基因组学比较
人类基因组计划最初面临许多上述批评，但仍然提前完成，并在遗传学方面取得了许多进展。 有人认为可以在基因组学和连通组学之间进行类比，因此我们至少应该对连通组学的前景稍微乐观一些。 其他人批评了一个微型的连接组的尝试，认为我们没有足够的知识去寻找洞察力，或者说它不能在现实的时间框架内完成。